# فيوريلا كويفا
فيوريلا كويفا (بالإسبانية: Fiorella Cueva)‏ هي رباعة بيروفية، ولدت في 4 فبراير 1998.

## وصلات خارجية
- فيوريلا كويفا على موقع الاتحاد الدولي (الإنجليزية)
- فيوريلا كويفا على موقع اللجنة الأولمبية الدولية (الإنجليزية)
- فيوريلا كويفا على موقع أوليمبيديا (الإنجليزية)